# Amnia
L’Amnia (en russe : Амня) est une rivière de Sibérie occidentale en Russie, longue de 374 km, affluent gauche du Kazym.

## Géographie
La rivière se trouve dans le district autonome des Khantys-Mansis. Elle coule principalement vers le nord à travers un terrain marécageux dans la plaine de Sibérie occidentale et présente d'innombrables méandres et bras morts. Son débit moyen est de 62 km³/s pour un bassin versant de 7 210 km2. Elle se jette dans le Kazym à 14 km après le village du même nom (nl) et à 15 km à l’est de Beloïarski.
Sa période de crue se situe à la fin du printemps, lors de la fonte des neiges. Le débit mensuel des mois de mai et juin monte alors respectivement à 164 et 120 m³/s. La rivière est gelée de début novembre à mai, mais conserve un débit mensuel moyen de près de 30 m³/s pendant tout l’hiver.
Elle a donné son nom à un site archéologique âgé de 8000 ans, un des plus anciens exemples de sédentarisation parmi les populations de chasseurs-cueilleurs, la forteresse d’Amnia.